# Birmingham Town Hall
Die Birmingham Town Hall ist eine Konzert- und Veranstaltungshalle in Birmingham, Großbritannien. Die Halle verfügt über eine Kapazität von 1100 Plätzen. Das Gebäude wurde 1834 eröffnet und gehört heute zu den Grade-I-Baudenkmälern, der höchsten Einstufung im UK-Denkmalschutz.

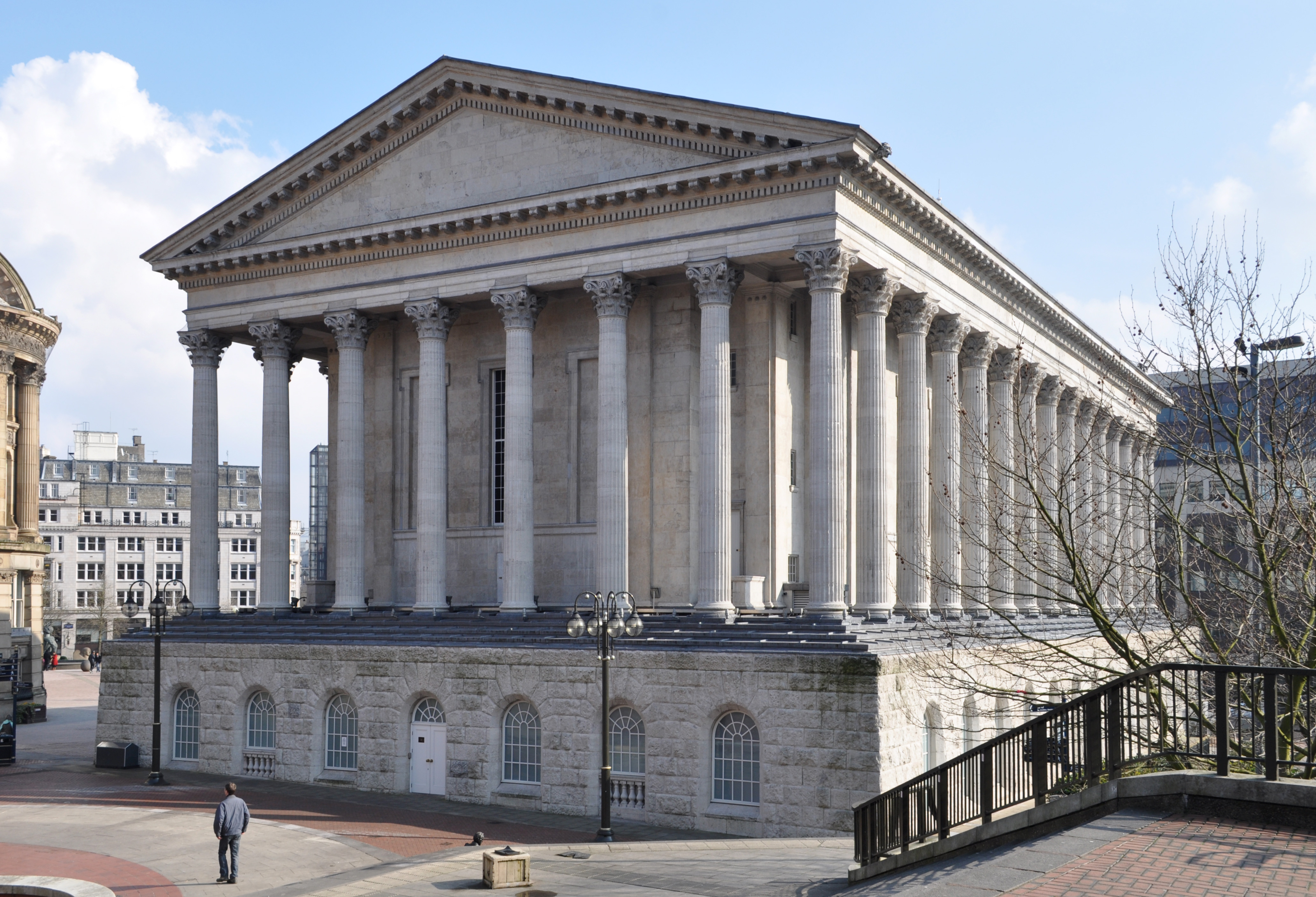
Birmingham Town Hall

## Geschichte des Bauwerks
Seit 1784 fand in Birmingham das Triennial Music Festival statt. Um für diese angesehene Veranstaltung eine ausreichend große Räumlichkeit zu haben, entstand der Plan zum Bau der Birmingham Town Hall. Nach der Ausschreibung eines Wettbewerbs auf der Titelseite der Tageszeitung „The Times“ entschied man sich für Joseph Hansom als Architekten. Er hatte sich durch den Bau von Kirchen im Stil des Historismus bereits einen Namen gemacht. Als Standort wählte man den Victoria Square im Zentrum der Stadt. Das Gebäude wurde in Anlehnung an den antiken Castortempel im Forum Romanum im Römischen Stil entworfen. Das äußere Erscheinungsbild wird bestimmt durch Korinthische Säulen, jeweils 14 auf jeder Längsseite und 8 auf jeder Stirnseite. Die Halle steht auf einem hohen Sockel aus rustiziertem Mauerwerk. Das Innere ist mit Stuck reich verziert und war ursprünglich teilweise farbig bemalt.
Grundsteinlegung war am 27. April 1832. Die Bauzeit betrug 2½ Jahre anstelle der geplanten 1½ Jahre und auch die Baukosten waren mit 25.000 Pfund Sterling deutlich höher als der ursprünglich geplante Betrag von 8000 Pfund. Die feierliche Eröffnung des Gebäudes erfolgte am 7. Oktober 1834, damit verbunden war der Beginn des im Drei-Jahres-Rhythmus stattfindenden Musikfestivals. Die Halle besitzt eine Orgel mit 6000 Pfeifen. Sie wurde 1934 von der Firma William Hill & Sons hergestellt und galt damals als die größte Orgel der Welt.
In den Folgejahren wurden unter dem Architekten Edward Welch einige Erweiterungsmaßnahmen am Gebäude durchgeführt. Später erfolgten weitere Änderungen vor allem im Inneren. 1991 wurde in der Stadt Birmingham die neue Symphony Hall mit einer Kapazität von 2262 Plätzen eröffnet. Die Town Hall verlor dadurch an Bedeutung. Nach einer Nutzung von über 160 Jahre entschied sich die Stadt zu einer umfassenden Renovierung mit dem Ziel, den ursprünglichen Zustand möglichst getreu wiederherzustellen. Für die Zeit der Bauarbeiten wurde die Halle 1996 vollständig geschlossen. Baukosten und Zeitplan liefen auch diesmal aus dem Ruder. Geplant waren £ 19,8 Mio. und am Ende wurden es £ 35 Mio. Nach zwölf Jahren am 22. April 2008 wurde das renovierte Gebäude durch Prinz Charles und seine Frau Camilla wiedereröffnet.

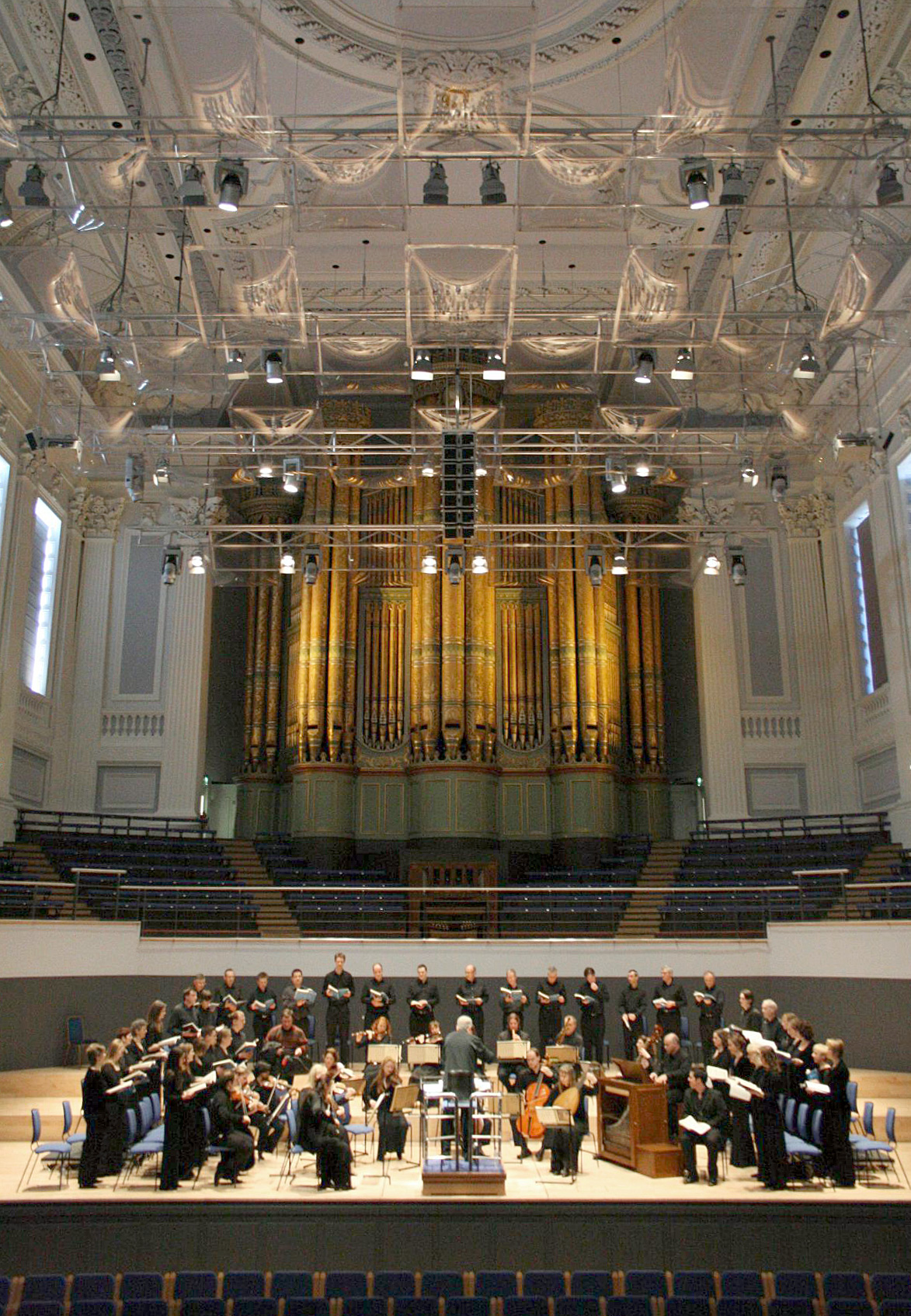
Innenansicht der Birmingham Town Hall

## Nutzung
Das Triennial Music Festival gewann damals in Verbindung mit der neuen Halle an zusätzlicher internationaler Beachtung. Die gute Akustik der Halle wurde von Anbeginn oft gerühmt. Felix Mendelssohn Bartholdy dirigierte 1846 dort die viel beachtete Uraufführung seines Oratoriums Elias. Edvard Grieg, Jean Sibelius, Charles Gounod und Camille Saint-Saëns waren weitere Komponisten, die ihre Werke in Birmingham dem Publikum vorstellten. Antonín Dvořák war ein begeisterter Gast des Musik Festivals. Die Uraufführung des Oratoriums The Dream of Gerontius von dem britischen Komponisten Edward Elgar fand in der Town Hall statt. Das Gebäude wurde und wird auch für andere Veranstaltungen genutzt. So las Charles Dickens aus seinem Werk „A Christmas Carol“ vor.
Interpreten von Populärer Musik traten ebenfalls in der Halle auf: Buddy Holly, The Beatles, Led Zeppelin, Pink Floyd, Black Sabbath, The Rolling Stones und Bob Dylan. Eine Vielzahl an weiteren Veranstaltungen finden in dem Gebäude statt: Tanz, Lesungen, Vorträge, politische Reden, Modeschauen, Konferenzen, Versammlungen, Feiern, Galadinner, Radioübertragungen etc.
Von 1918 bis 1991, bis zur Eröffnung der neuen Symphony Hall, war die Birmingham Town Hall die Heimat des Birmingham Symphony Orchestras.

## Bilder

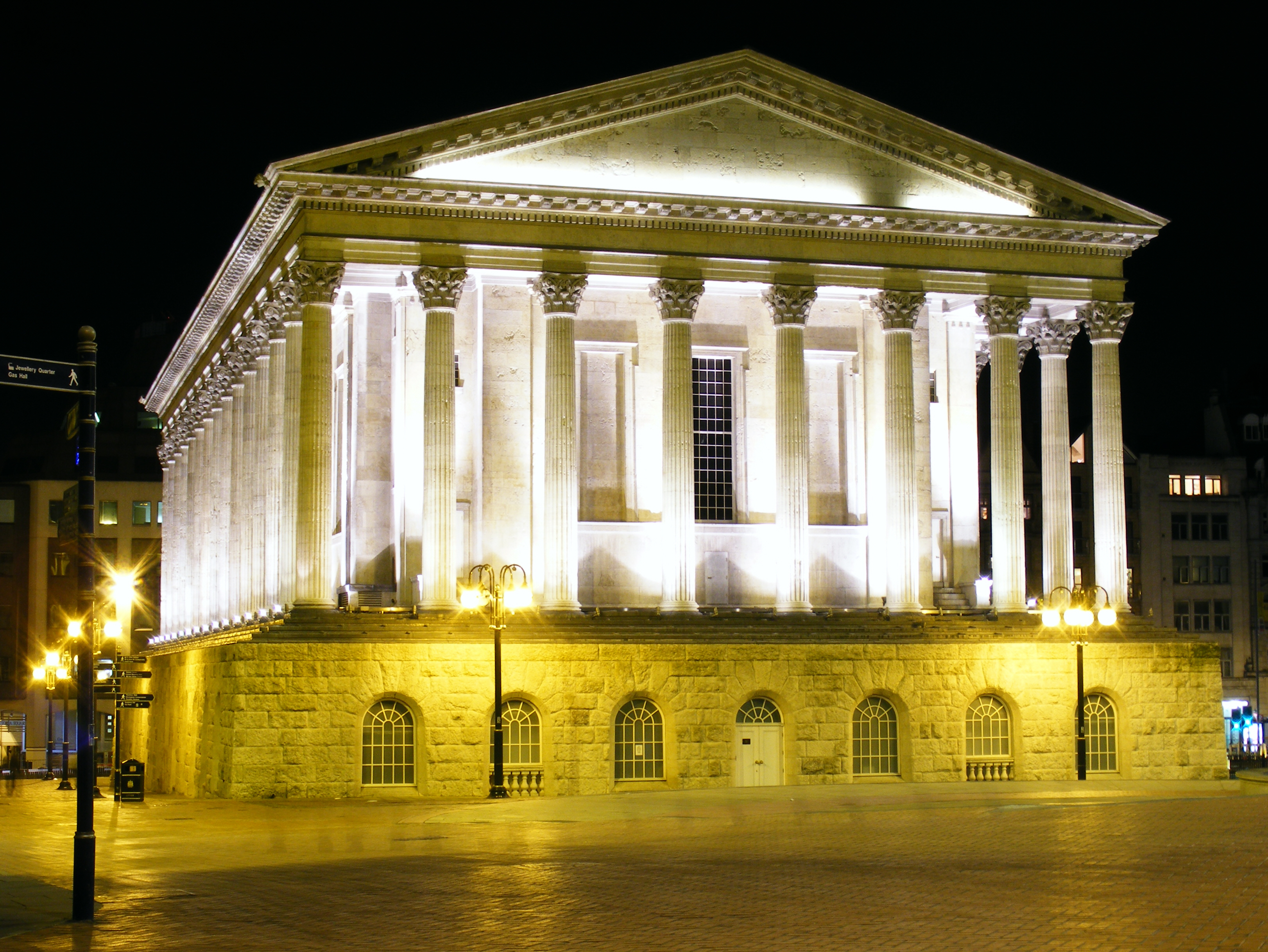
Nordseite der Halle
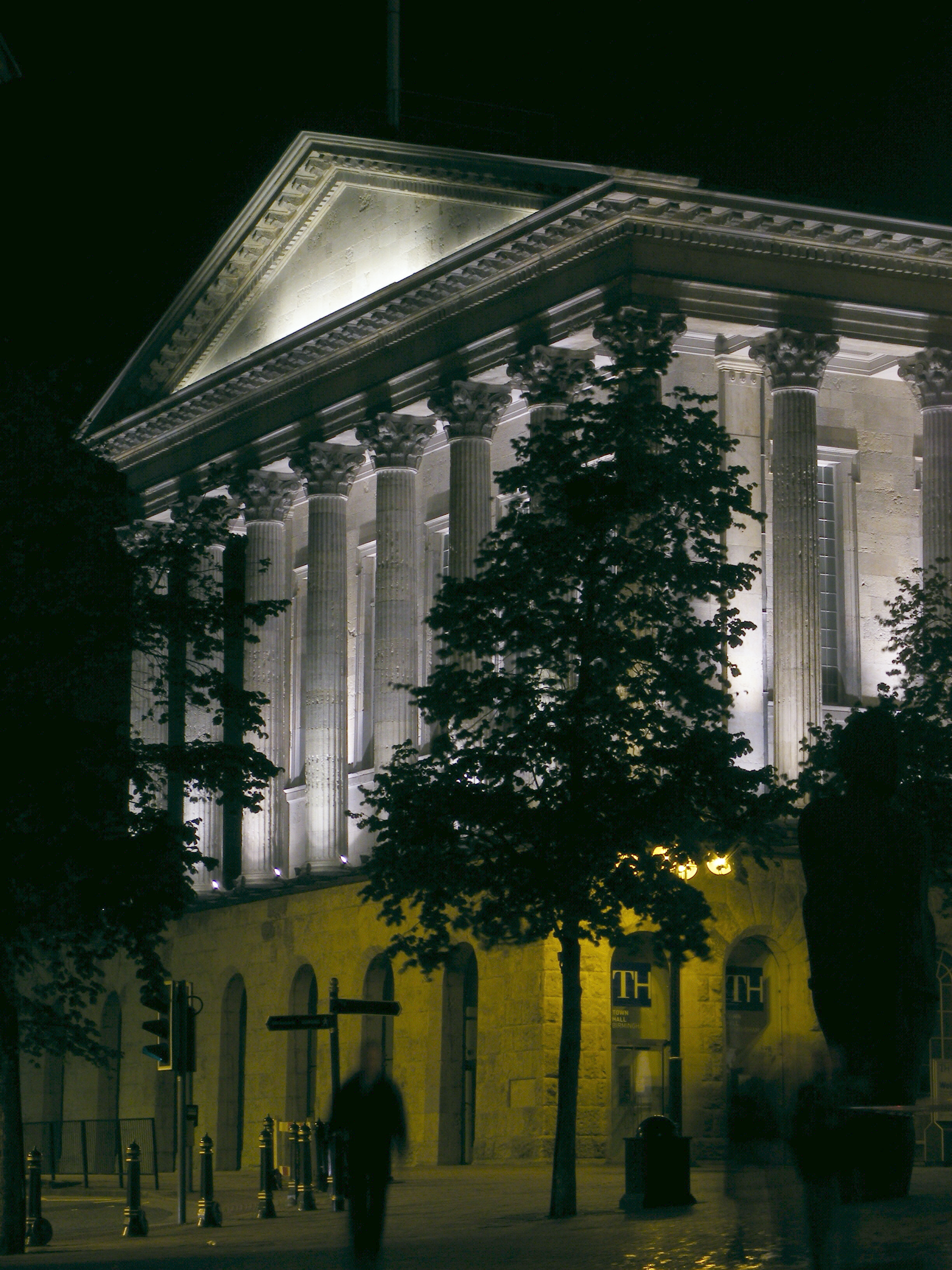
Südseite der Halle mit Haupteingang
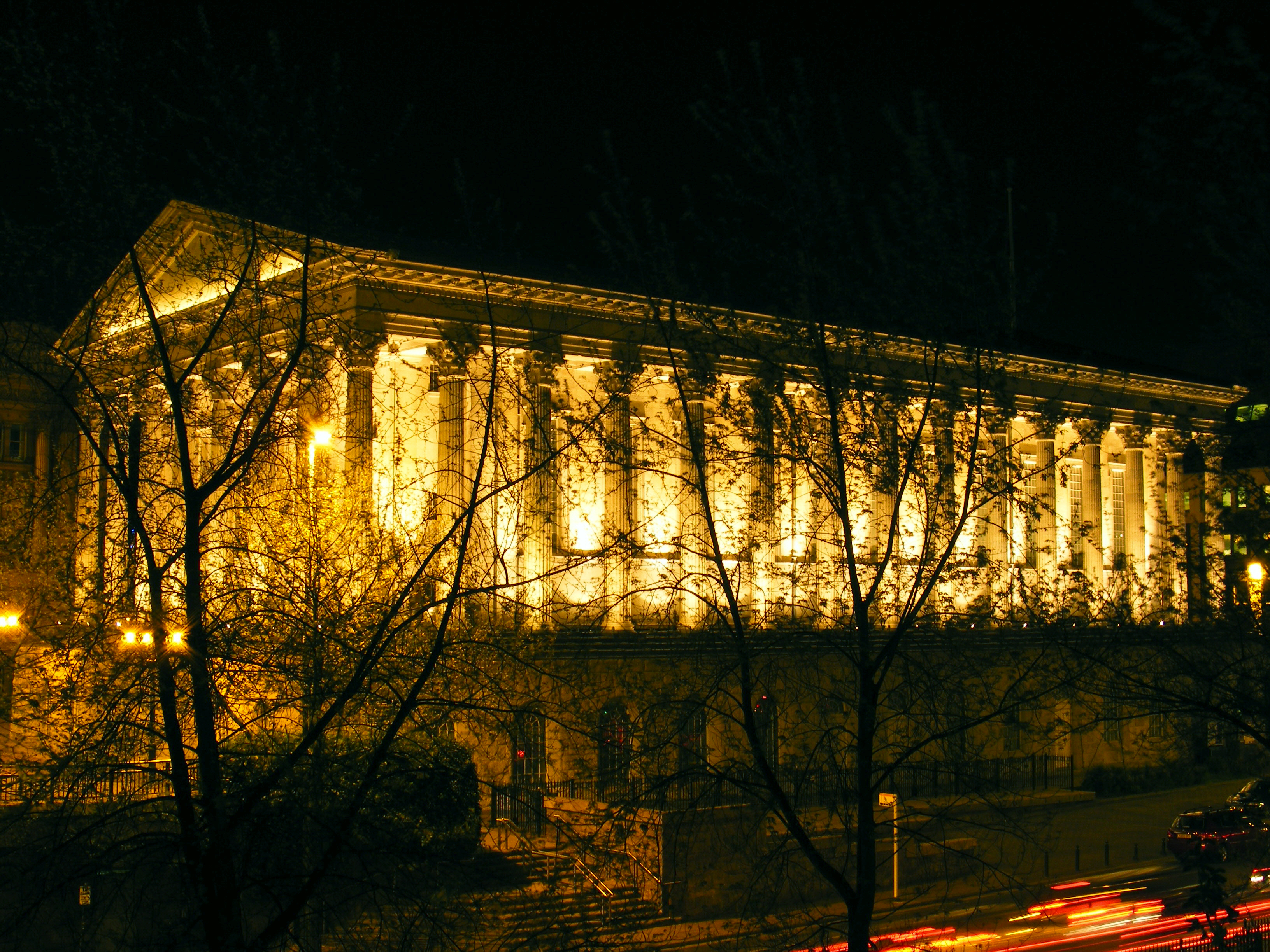
Westseite der Halle.
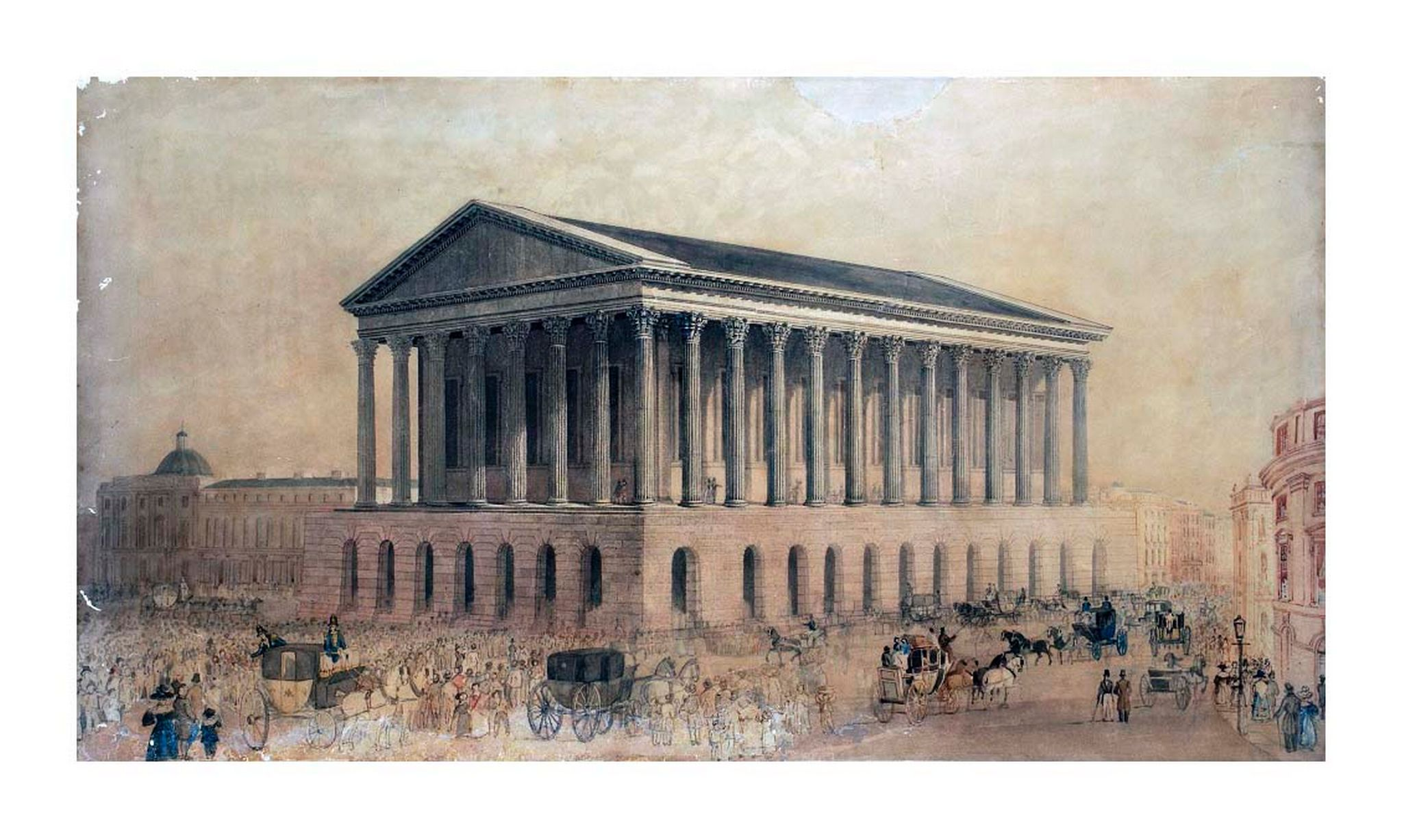
Entwurfszeichnung (1831) gemäß Plan des Architekten Joseph Hansom